# Gibidumpass
Der Gibidumpass (Gebidempass, Gebidumpass) auf 2201 m ü. M. ist der Übergang vom Vispertal ins Nanztal. Über ihn führt die nationale Wanderroute 6 von Wanderland Schweiz, der sogenannte Alpenpässe-Weg, von Chur nach Saint-Gingolph auf der Etappe vom Simplonpass über den Bistinepass durch das Nanztal und weiter über den Gibidumpass nach Gspon. Die Wanderzeit für diesen Abschnitt beträgt ca. 8 ½ Stunden. Ganz in der Nähe des Passübergangs liegt der kleine Gibidumsee. Seinen Namen hat der Pass vom 2317 m ü. M. hohen Gibidum, über dessen Rücken er führt.
Der Pass ist aufgrund seiner günstigen geomorphologischen und klimatischen Bedingungen ein beliebtes Startgebiet für den Modellflug.